# Gaeko
Kim Yoon-sung (Hangul: 김윤성; Seúl, 14 de enero de 1981), más conocido por su nombre artístico Gaeko (Hangul: 개코), es un rapero, Cantante y Compositor surcoreano. Él y Choiza conforman el dúo de hip-hop surcoreano Dynamic Duo, que saltó a la fama con su álbum debut Taxi Driver. En 2015 el lanzó su álbum debut en solitario Redingray.

## Vida personal
14 de mayo de 2011 en medio de su servicio militar, él se casó con Kim Soomi antes de volver a servir el resto de su mandato. 
Su hijo, Rhythm, nació cinco meses después 28 de septiembre de 2011.

## Filmografía

### Programas de variedades
- 2015: King of Mask Singer - participó como "That Brother is Going to Be Ginger" (ep. 13)
- 2015: Hello Counselor - (ep. 250)

## Discografía

### En solitario

#### Álbum de estudio
- Redingray (2014)

## Premios y nominaciones

### Programas musicales

#### M! Countdown
| Año  | Fecha         | Trabajo nominado |
| ---- | ------------- | ---------------- |
| 2014 | 23 de octubre | "No Make Up"     |